# 幸せになるための27のドレス
『幸せになるための27のドレス』（原題：27 Dresses）は、2008年公開のアメリカ映画。2006年公開のヒット作『プラダを着た悪魔』の製作スタッフによるロマンティック・コメディ。
全米で7500万ドルを越えるヒットとなった。

## ストーリー
ジェーンは人に頼まれたら嫌とは言えない世話好きな性格で、今まで花嫁の付添い人として幾つもの結婚式に出席しており、クローゼットにはブライドメイドのドレス（花嫁の付添い人が着るもの）が27着も捨てられずに入れられていた。彼女自身も結婚に強い憧れを抱いていたが、恋愛にはとことん臆病で、ずっと想い続けている上司のジョージに自分の気持ちを伝えられず、いつか気付いてくれるはずだと願う毎日だった。
そんなある日、彼女の妹のテスがニューヨークに帰ってくる。テスは美人なのだが、とてもわがままな性格で、ジェーンはいつも彼女に振り回されてきた。ところが、そんなテスにジョージが一目惚れしてしまう。しかもテスは得意の嘘でジョージと親しくなり、二人はついに結婚することになってしまう。この信じられない出来事にショックを受けるジェーン。ケビンはテスの結婚式を取材するふりをしてジェーンを取材しようと考えたが、正体がばれてしまう。しかし頼まれると断れないジェーンは、後日アパートを訪ねてきたケビンの取材を受ける。花嫁付添い人として着た27着のドレスをケビンに発見された彼女は、照れ隠しにエピソードを披露しながらファッション・ショーを演じる。ケビンはその写真を撮りながら、彼女を愛おしく感じ出す。ケビンがサンプルに書いた記事を、上司が日曜版のトップにしようとする。記事にすることに後ろめたさを覚え始めたケビンは、掲載延期を願い出る。雨の中、2人は車が動かなくなって近くのバーで「ベニーとジェッツ」を歌って盛り上がり、ベッドインした翌朝に記事が掲載される。テスは母のウェディングドレスを原型をとどめないほどにリフォームしてしまうし、好意を持ち始めたケビンに裏切られ、母のドレスを着る夢も奪われたジェーンはある決意を胸に、自分でプランニングしたジョージとテスの婚約パーティに乗り込んでいって全てをバラす…。

## キャスト
| 役名               | 俳優                   | 日本語吹替 |
| ------------------ | ---------------------- | ---------- |
| ジェーン・ニコルズ | キャサリン・ハイグル   | 岡寛恵     |
| ケヴィン・ドイル   | ジェームズ・マースデン | 檀臣幸     |
| テス・ニコルズ     | マリン・アッカーマン   | 浅野まゆみ |
| ケイシー           | ジュディ・グリア       | 田村真紀   |
| ジョージ           | エドワード・バーンズ   | 咲野俊介   |
| ジーナ             | クリステン・リッター   | 小池いずみ |

- その他の日本語吹き替え:落合弘治／楠見尚己／佐藤しのぶ／亀井芳子／丸山壮史／髙月希海／泉裕子／よのひかり／福田信昭／前田ゆきえ／清和祐子／児玉真理／永吉ユカ／清水みか／原田晃／杉山大／北沢力